# Elbebrücke Torgau (Straße)
Die Elbebrücke Torgau ist eine 509 m lange Straßenbrücke, die in Torgau die Elbe bei Stromkilometer 154,5 überspannt. Das Bauwerk liegt im Zuge der Bundesstraße 87, die Leipzig mit Frankfurt (Oder) verbindet.

## Geschichte
Die erste feste Elbquerung soll es schon im Jahre 1070 gegeben haben. Weitere Einzelheiten über das Bauwerk sind nicht bekannt. Dies gilt auch für eine Brücke aus dem Anfang des 14. Jahrhunderts. Mit Rechnungen sind die Fertigstellung einer Holzbrücke im Jahr 1440 sowie Reparaturarbeiten in den Jahren 1460 und 1462 belegt.

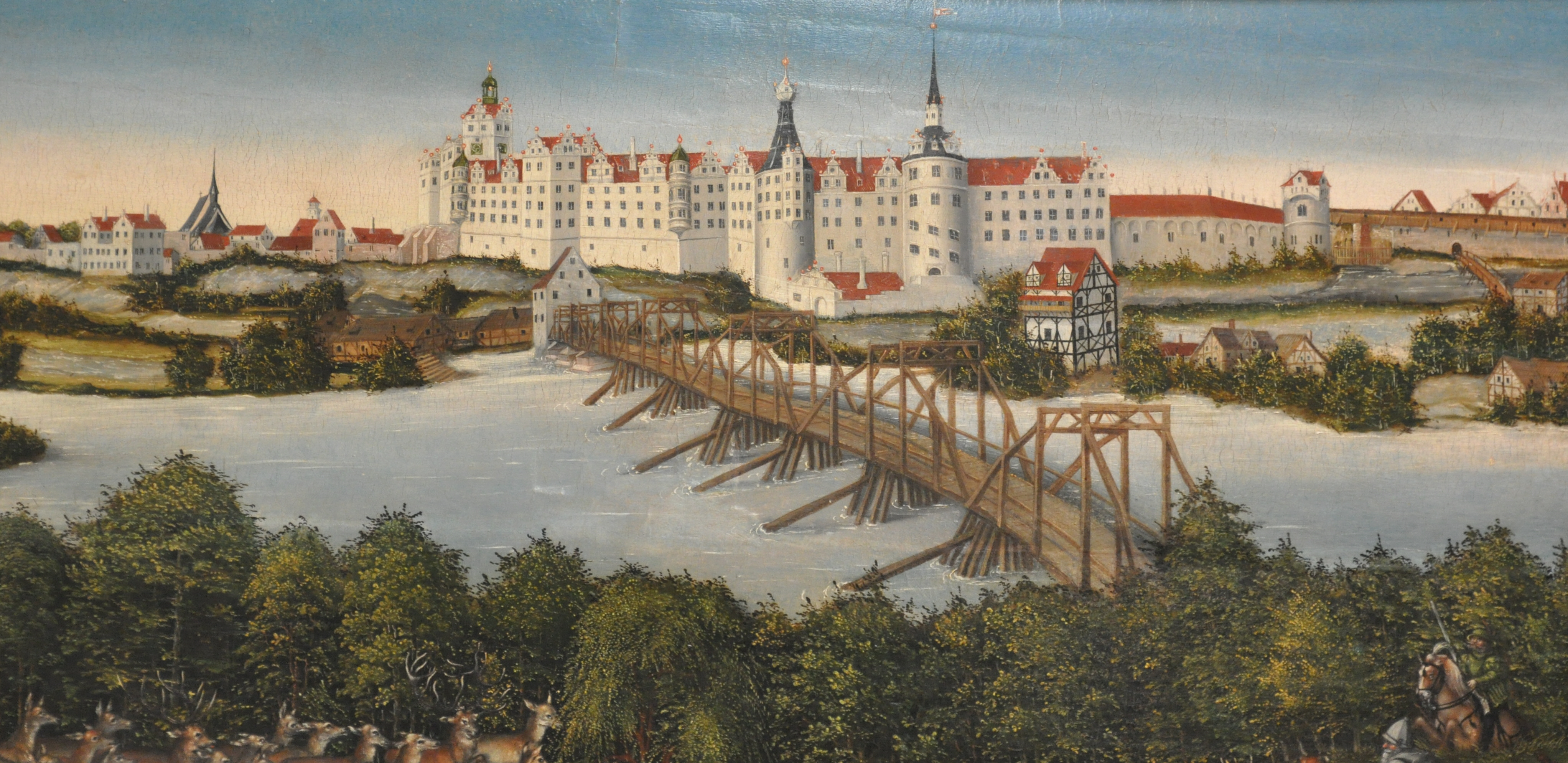
Hirschjagd des Kurfürsten Johann Friedrich, Detail: Brücke vor dem Schloss Hartenfels in Torgau, 1544

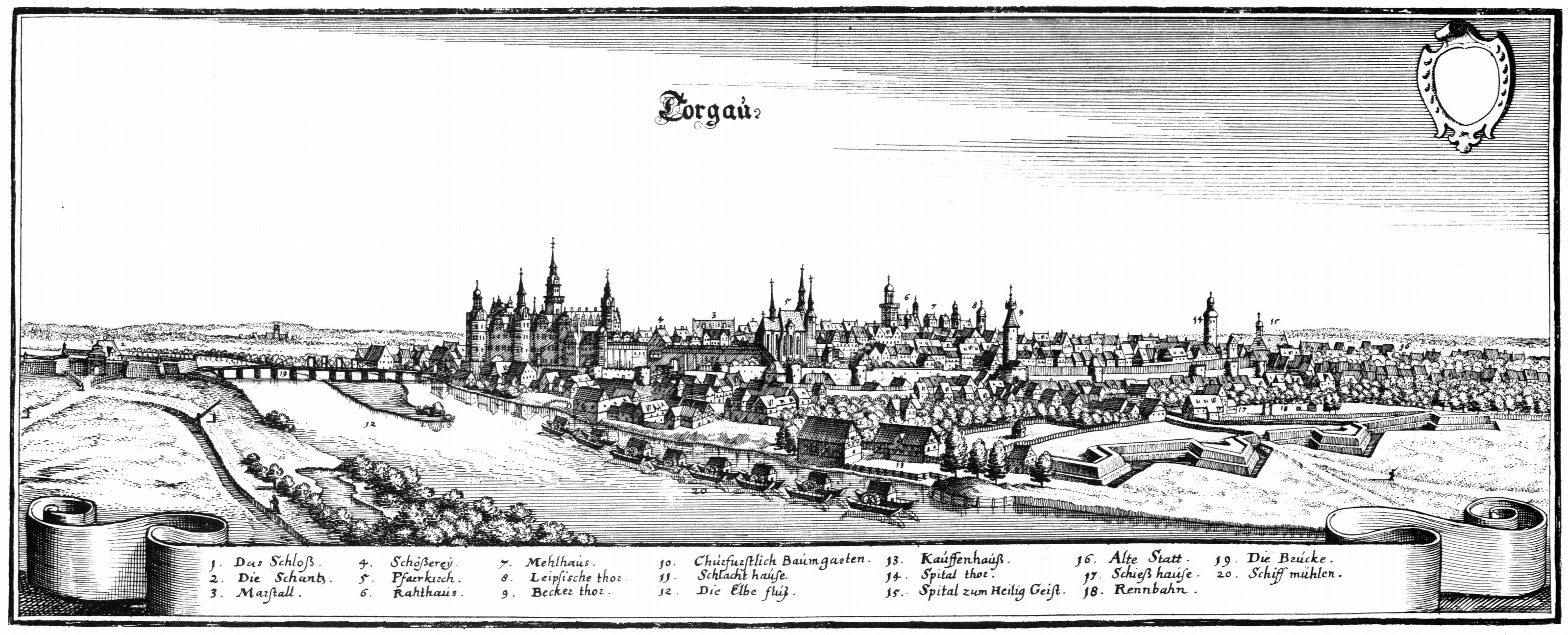
Elbebrücke im 17. Jahrhundert

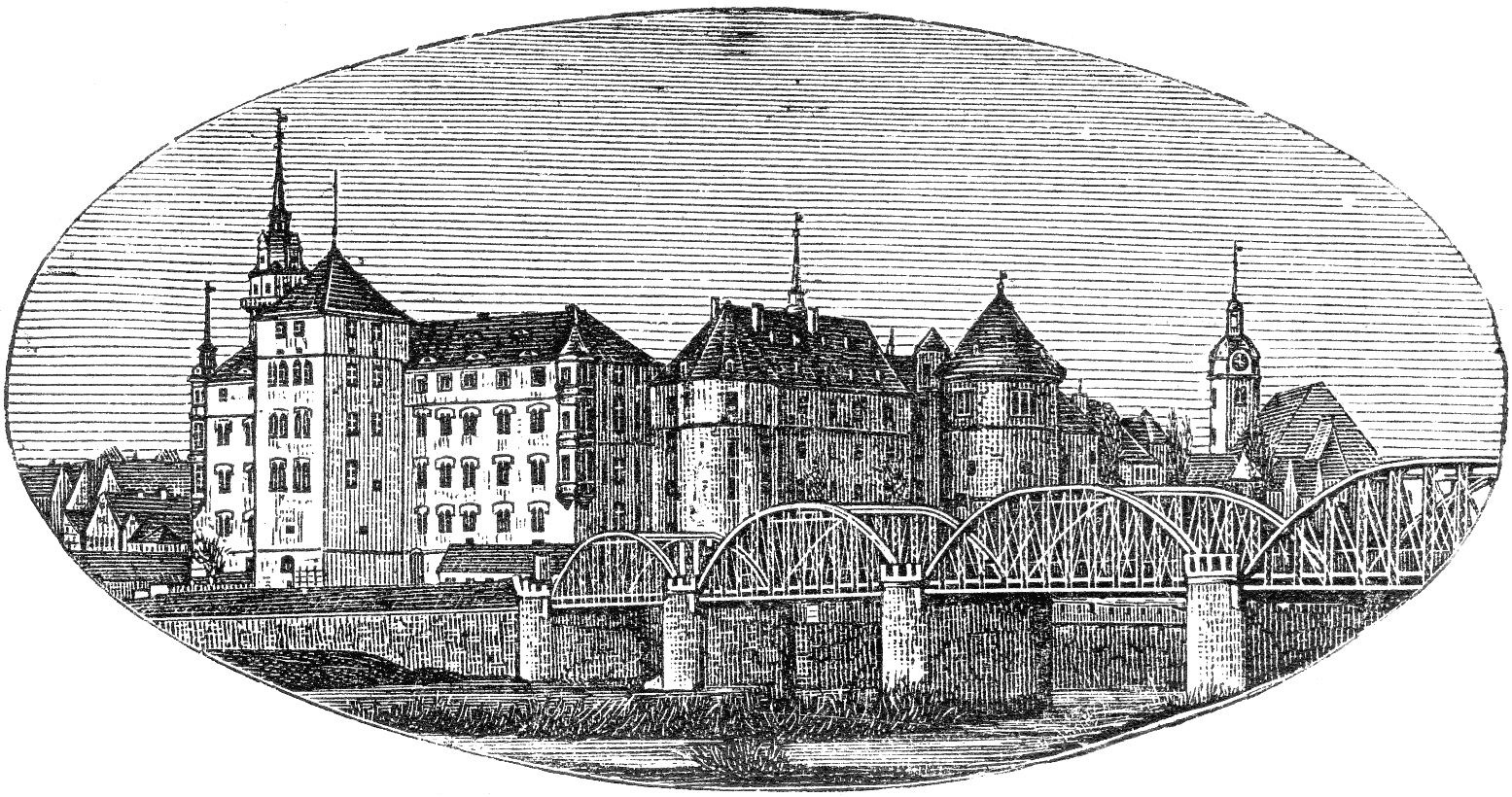
Elbebrücke um 1909

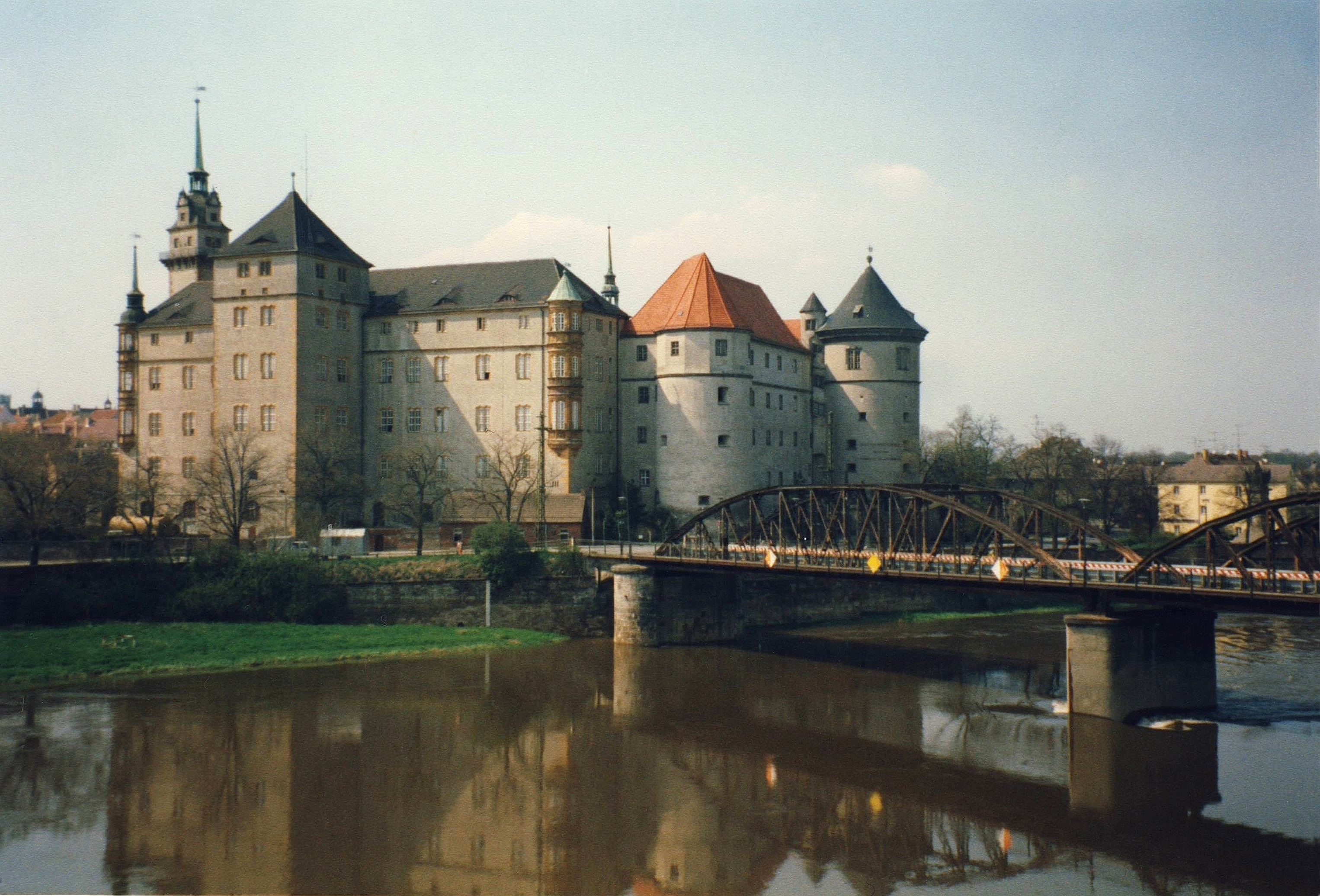
Schloss Hartenfels mit Elbebrücke (bis 1994)

Während der Regentschaft des Kurfürsten Friedrich der Weise wurde 1493 der Neubau einer Brücke in Angriff genommen. An der Bauausführung beteiligt war Paul Dolnstein, der als Landsknecht durch sein frühes Kriegstagebuch bekannt wurde. Bis Ende des Jahrhunderts waren vier Steinpfeiler errichtet worden. Die restlichen drei Pfeiler bestanden aus Holz. Erst gegen 1513 war die 247 m lange Holzkonstruktion fertiggestellt. Die acht Öffnungen hatten lichte Weiten von bis zu 28,6 m. Die Finanzierung der Brücke erfolgte unter anderem durch Bußgelder, die in einen Opferkasten zu entrichten waren, um während der Fastenzeit verbotene Speisen essen zu dürfen. Das Bauwerk wurde im Jahr 1637 im Verlauf des Dreißigjährigen Krieges zerstört.
Zwischen den Jahren 1661 und 1668 wurde die Brücke wieder aufgebaut. 1681 folgte eine Einhausung, ehe das Bauwerk im Jahr 1760 während der Schlacht bei Torgau von österreichischen Truppen niedergebrannt wurde. Im folgenden Jahr war die Brücke erneut hergestellt.
1812 wurde die Elbebrücke mit sechs weiteren Öffnungen auf 357 m verlängert, ab 1826 wurde eine Erweiterung und Umgestaltung durchgeführt. Das Bauwerk hatte danach 13 Sandsteinpfeiler sowie als Überbauten hölzerne Sprengwerke, die mit Brettern so verschalt waren, dass durch Formgebung und aufgemalte Fugen der Eindruck einer Steingewölbebrücke entstand.
Zwischen den Jahren 1878 und 1880 wurden im Bereich der Elbe die acht westlichen Brückenöffnungen durch den Abbruch von vier Pfeilern und Einbau von eisernen Fachwerkbögen mit unten liegender Fahrbahn auf vier Öffnungen reduziert. Die neuen Überbauten hatten Stützweiten bis 47 m. Ab 1895 waren schließlich auch die restlichen sechs Brückenfelder analog umgebaut worden. Der 358,9 m lange Brückenzug besaß somit ab 1896 sieben Felder, die mit eisernen Fachwerkbögen überspannt wurden. Die Spannweiten betrugen zwischen 41,8 m und 49,0 m bei Pfeilerbreiten von 5,0 m. In den Jahren 1933/34 wurde schließlich zur Verbesserung des Schiffsverkehrs der im Strombett stehende Pfeiler abgebrochen und eine 95 m weit spannende Stabbogenbrücke ersetzte zwei Überbauten von 1878.
Am 25. April 1945 wurde die Stabbogenbrücke von deutschen Einheiten gesprengt. Am gleichen Tag reichten sich Soldaten der 69. US-Infanterie-Division und der sowjetischen 58. Gardedivision auf der zerstörten Elbbrücke die Hände. Der sogenannte Elbe Day erinnert an das Ereignis.
Wegen der strategischen Bedeutung des Bauwerkes wurde der Wiederaufbau zügig begonnen und war schon im April 1946 mit einer Behelfslösung beendet. Dazu wurde der 1933 abgebrochene Pfeiler im Strombett wieder aufgebaut und die Elbe wurde mit zwei im Vorlandbereich ausgebauten Fachwerkbögen überspannt. In den beiden Vorlandöffnungen wurde je ein zusätzlicher Zwischenpfeiler hergestellt und als neue Überbauten hölzerne Fachwerke mit rund 24 m Stützweite eingebaut. Ende 1962 folgte der Austausch der Holzkonstruktion durch stählerne Vollwandträger.
Aufgrund des Alters der Überbauten und des schlechten Erhaltungszustandes begannen schon Anfang der 1960er Planungen für einen Brückenneubau. Nachdem 1983 der Bauzustand als so kritisch beurteilt wurde, dass Verkehrsbeschränkungen durchzuführen waren, wurde eine Zügelgurtbrücke als Brückenneukonstruktion geplant. Der Baubeginn war für Ende 1990 vorgesehen. Nach der Wiedervereinigung kam diese Konstruktion aber nicht zur Ausführung. Im Dezember 1991 wurde zirka 100 m stromaufwärts in einer neuen Trassenlage mit dem Bau einer Balkenbrücke in Stahlverbundbauweise begonnen. Nach 19 Monaten war das Bauwerk im Sommer 1993 fertiggestellt. Ein Jahr später begann der Abriss der alten Elbebrücke (51° 33′ 31,5″ N, 13° 0′ 39″ O), der im August 1994 beendet war.

## Brücke von 1993

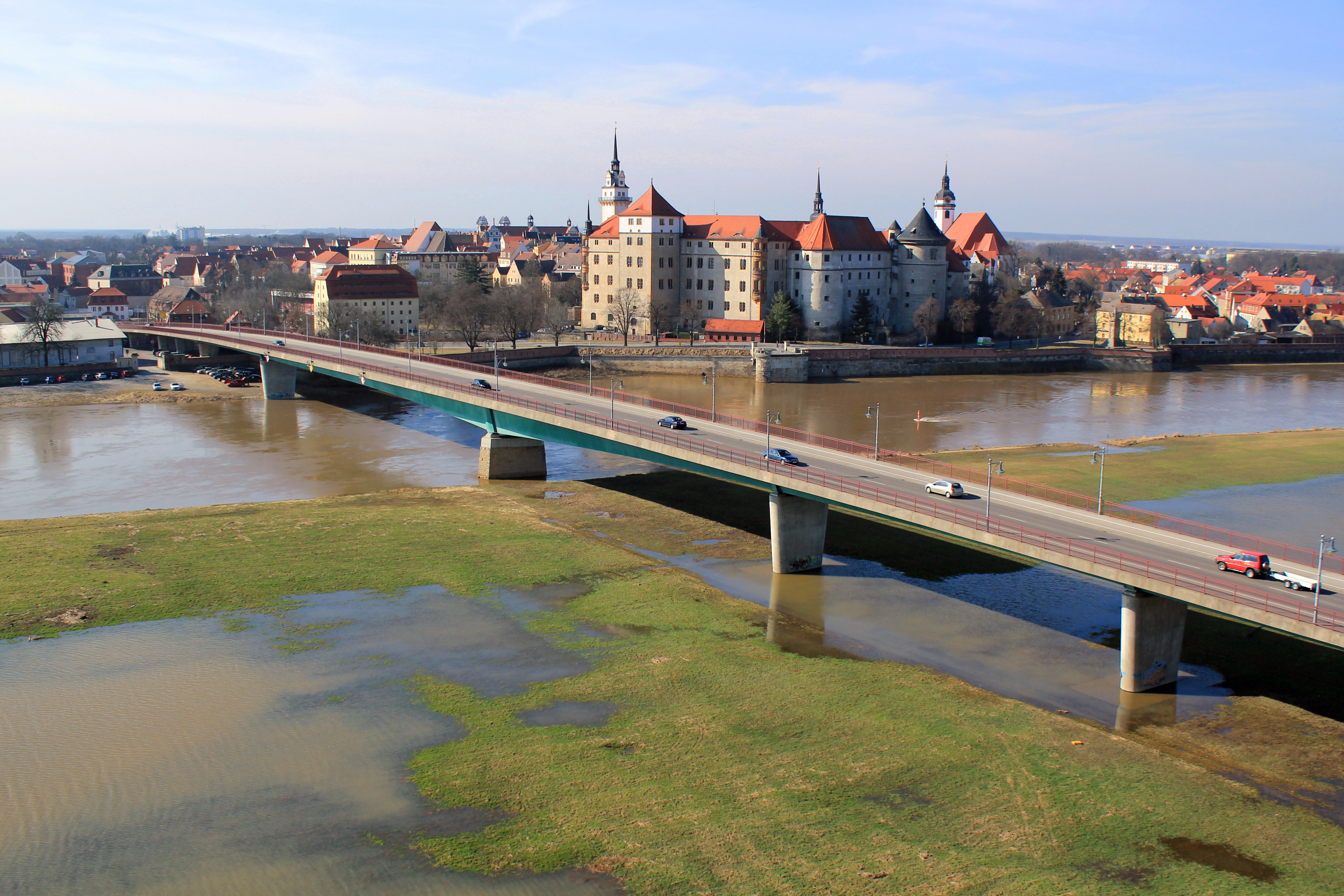
Torgauer Elbebrücke der B 87, überflutete Elbwiesen, Schloss Hartenfels

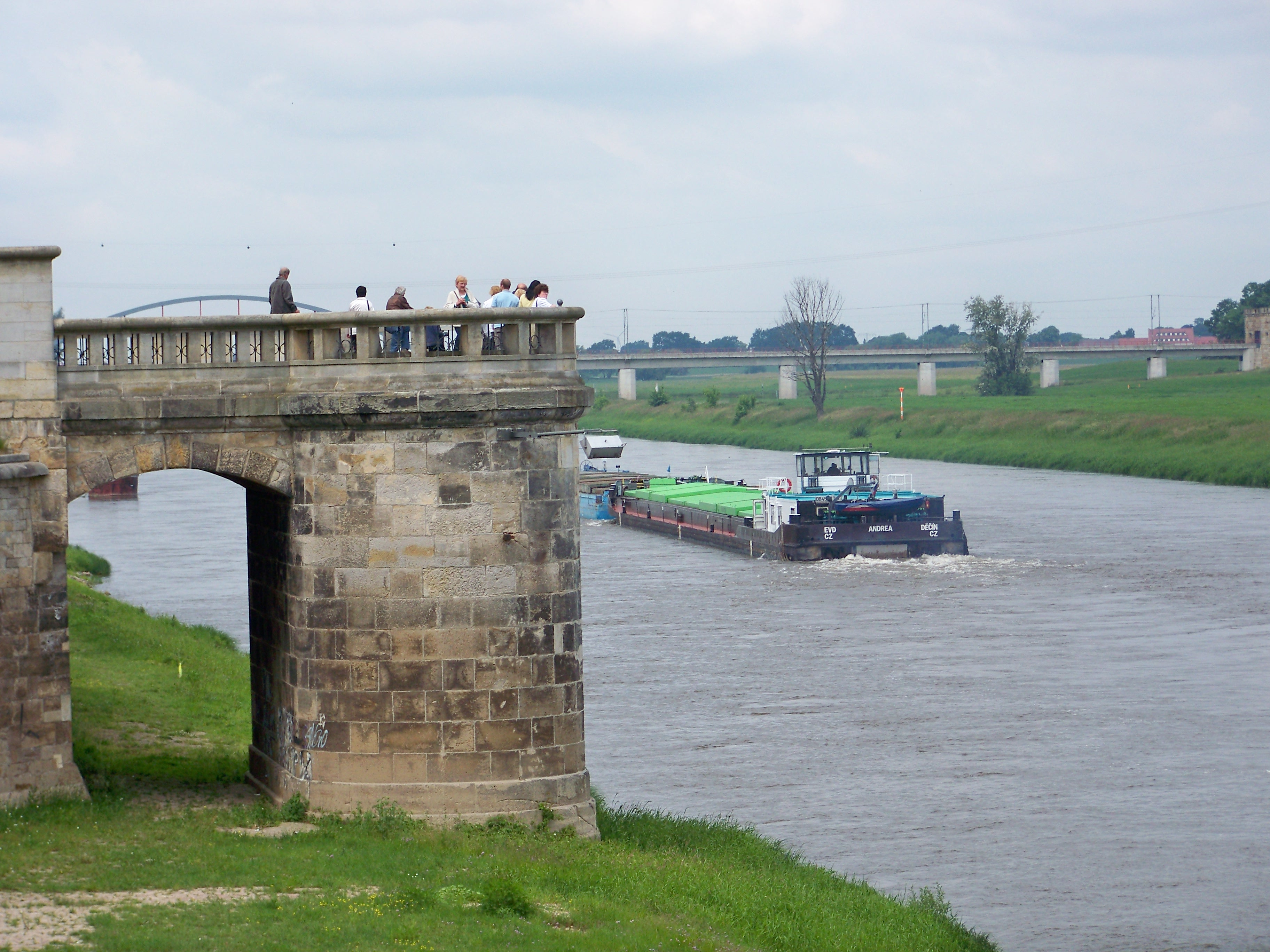
Aussichtsplattform alte Brücke

Die neue Brücke ist für zwei Fahrstreifen sowie beidseitig angeordnete Geh- und Radwege ausgelegt. Sie wurde für 30 Millionen DM errichtet.

### Überbau
Das Bauwerk besteht im Flussbereich aus einem 386,0 m langen Abschnitt mit einem Stahlverbundüberbau und sieben Öffnungen. Im westlichen Vorland ist ein 123 m langes Segment mit einem Spannbetonüberbau und sechs Feldern vorhanden. Die beiden Überbauten sind monolithisch, biegesteif miteinander verbunden. In Längsrichtung ist der Durchlaufträger das Bauwerkssystem. Die Stützweiten der Balkenbrücke betragen im westlichen Spannbetonteil im Randfeld 16,0 m und in den folgenden Feldern 18,0 m, 20,0 m, 22,0 m, 16,0 m sowie 22,0 m. Die Verbundbrücke schließt mit einer Stützweite von 53,0 m an, im Hauptfeld über der Schifffahrtsrinne sind 106,0 m vorhanden, das folgende Feld besitzt 65,0 m Stützweite. Die weiteren drei östlichen Vorlandfelder spannen 45,0 m weit, das östliche Endfeld nur noch 36,0 m.
Das Verbundbauwerk besitzt einen einzelligen trapezförmigen Hohlkastenüberbau mit einer 15,55 m breiten Fahrbahnplatte. Die Spannbetonbrücke hat einen längs und quervorgespannten Plattenbalkenquerschnitt mit einem Steg, dessen Abmessungen im Übergangsbereich dem anschließenden Hohlkasten entspricht. Am Widerlager Torgau beträgt die Konstruktionshöhe 1,0 m und am Übergang zur Stahlverbundkonstruktion 1,80 m.
Die Hauptträger des Stahltroges der Verbundbrücke sind durch Kopfbolzendübeln mit der Stahlbetonfahrbahnplatte verbunden. Im Bereich des östlichen Strompfeilers ist außerdem unten auf 45 m Länge eine maximal 0,9 m dicke Stahlbetonbodenplatte im Verbund angeordnet. In Längsrichtung besitzt die einhüftige Konstruktion eine ausgeprägte Voute über dem östlichen Strompfeiler. Dort beträgt die Konstruktionshöhe maximal 5,6 m, an dem östlichen Brückenende 2,3 m. Die Bodenplatte des Stahltroges ist 6,0 m breit, die Fahrbahnplatte kragt beidseitig 3,62 m aus. Aufgrund konstanter Kastenbreite oben sowie unterschiedlicher Konstruktionshöhen sind variable Stegneigungen vorhanden. In Querrichtung ist die Fahrbahnplatte, bis auf einen Aufweitungsabschnitt am östlichen Widerlager, schlaff bewehrt.

### Unterbauten und Gründung
Der Strompfeiler am rechten Elbeufer unter der Voute des Überbaus hat die größten Kräfte abzutragen. Er ist als massive, sechseckige Pfeiferscheibe ausgebildet und mit Sandstein verkleidet. Während dieser Pfeiler als einziger nach unten breiter wird, haben die anderen elf Pfeiler einen negativen Anzug von 1:10, das heißt, sie werden nach unten schmaler. Außerdem sind diese Bauteile an den Stirnseiten halbkreisförmig abgerundet. Die östlichen Pfeiler sind 1,8 m dick, der westliche Strompfeiler 2,2 m und die übrigen westlichen Vorlandpfeiler 1,2 m. Die Unterbauten besitzen eine Flachgründung auf dem anstehenden Flusskies.

### Bauausführung
Der Spannbetonüberbau wurde mit Lehrgerüsten hergestellt. Bei der Verbundbrücke geschah im Vorlandbereich die Montage des Stahltroges mit einem Autokran. Im Abschnitt über der Elbe wurden das 63 m lange Schlussstück auf Pontons mit einem Schubboot eingefahren und mit Hubstangen, die an den Kragarmen der bereits montierten Überbauten befestigt waren, eingehoben. Noch während der Montage des Stahltroges über der Elbe begann die Herstellung der Stahlbetonfahrbahnplatte in 16 Betonierabschnitten mit einem Schalwagen in Längen von maximal 26,3 m.